# Heraldyka szkocka
Heraldyka szkocka – dział heraldyki zajmujący się herbami szkockimi, badający m.in. historię powstania i używania herbów w Szkocji, specyficznie szkockie cechy herbów i reguły heraldyczne, pod wieloma względami różne się od heraldyki innych państw europejskich i heraldyki innych części Zjednoczonego Królestwa.
Szkocka heroldia – urząd Lorda Lyona jest najstarszą z wciąż funkcjonujących heroldii świata, powstałą już w XIII w. Dlatego w Szkocji wykształcił się jeden z najprecyzyjniejszych systemów heraldycznych, pod niektórymi względami bardziej dokładny i konserwatywny od heroldii angielskiej.
Heraldyka szkocka swym zasięgiem obejmuje obszar jurysdykcji Lorda Lyona, a więc Szkocję, oraz osoby szkockiego pochodzenia zamieszkałe w krajach Brytyjskiej Wspólnoty Narodów, a w szczególnych wypadkach także innych państwach.

Herb Szkocji stosowany do 1603 r.

Herb Szkocji w Zjednoczonym Królestwie

## Zasadnicze cechy szkockiej heraldyki
- Herb przysługuje tylko jednej żyjącej osobie, jej rodzina może używać herbu z wprowadzonymi zmianami, wskazującymi na stopień pokrewieństwa czy raczej kolejność ewentualnego dziedziczenia. Szerzej o zasadach tworzenia tych odmian poniżej.
- Jak każda narodowa heraldyka, szkocka ma również swoje „ulubione”, najczęściej stosowane godła. Są to godła z herbów dawnych królestw Szkocji, symbole narodowe i religijne. Oto najważniejsze z nich:
  - Lew wspięty – godło królestwa Piktów, później całej Szkocji. W zasadniczej wersji czerwony, w złotym polu, w herbach rodowych i klanowych w różnych barwach. Obecny w herbach na terenie całego kraju, ale szczególnie w centralnej i zachodniej Szkocji. Często w legendach rodowych nawiązuje do rzekomego lub faktycznego pochodzenia od dawnych władców piktyjskich. przykład – herb markizów Bute
  - Galera (Lymfada) – jednomasztowy żaglowiec, typu nefa lub knara, ale zwykle z rzędem wioseł. Żagiel rejowy, zwinięty, na topie i kasztelach rufowym i dziobowym proporce. Pochodzi od herbu dawnych władców Wysp – Hebrydów i Orkadów (ang Lords of the Isles), i występuje najczęściej wyspach i hrabstwie Argyll. Także i w tym przypadku tradycja wywodzi często rody od dawnych władców. przykład – herb MacIain of Ardnamurchan
  - Ręka św. Kolumbana – dłoń trzymająca krzyż zwykle czerwony, o górnych trzech ramionach zdwojonych. Czasem przedstawiane całe przedramię, w zbroi. Ten symbol ma świadczyć o pochodzeniu klanu z tego samego rodu co patron Szkocji, św. Kolumba, lub wyraża religijny dla niego szacunek.
  - Krzyż św. Andrzeja – symbol drugiego patrona Szkocji, widoczny także na jej fladze.
  - Ręka ze sztyletem – obok spotykanych także w innych krajach rąk z mieczem czy szablą, w Szkocji często występuje ręka (dłoń) uzbrojona w szkocki sztylet, co jest odzwierciedleniem znaczenia tej broni w klanowej tradycji.
  - Pas w szachownicę – w poprzek tarczy herbowej, pochodzi od herbu Stuartów (Stewartów) – w złotym polu pas w szachownicę srebrno – błękitną, przyjęty również w herbach innych rodów, w różnych wersjach kolorystycznych. przykład – herb markizów Bute
  - Trzy gwiazdy pięcioramienne, w układzie dwie u góry, prawdopodobnie związane z dawnym hrabstwem Sutherland, ale występujące szczególnie często też w północno-zachodnich Lowlandach.
  - Wieża obronna, czasem zamek o trzech basztach. Wskazuje na dumę klanu ze swej warownej siedziby.
  - Czerwona dłoń Ulsteru – godło herbowe irlandzkiego królestwa, szczególnie częste w herbach w zachodniej Szkocji, na terenach dawnego królestwa Dal Riaty, na wyspach i wśród klanów i rodów mających także irlandzkie gałęzie.
  - Łosoś – nawiązanie do irlandzkich legend o łososiu mądrości, występuje szczególnie w herbach klanów szkocko-irlandzkich i wyspiarskich.
- Kolejną cechą szkockich herbów jest częste stosowanie, zwłaszcza w północno-zachodniej Szkocji, herbów złożonych nie dla pokazania powiązań krwi lub zwierzchności feudalnej, lecz wyłącznie w celu symbolicznym. Najczęściej łączone są tu lew, galera, ręka św.Kolumba lub wieża obronna.

- Na pierwszy rzut oka herby szkockie są równie barwne jak w innych krajach, jednak daje się zauważyć częstsze występowanie herbów w barwach srebrno – czarnych, prawdopodobnie uznanych przez dawnych wojowników za najlepiej spełniające swe identyfikacyjne zadanie.

- Cechą, wynikłą głównie z zasady odróżniania herbów, jest duża liczba bordiur heraldycznych. Są one przede wszystkim oznakami starszeństwa, określającymi stopień pokrewieństwa posiadacza herbu, z głową rodu lub klanu. Szczególne miejsce zajmuje tu bordiura królewska (ang. flory counter flory – podwójna linia obramowująca środek tarczy, z umieszczonymi na przemian do środka lub na zewnątrz liliami. Ta bordiura nie oznacza stopnia pokrewieństwa tylko jest rodzajem udostojnienia herbu. Przyznawana była za wyjątkowe zasługi, najczęściej rodom skoligaconym z dynastią panującą. Nawiązuje kształtem do przepaski na włosach noszonej według legendy przez córkę Karola Wielkiego. Część rodów z tą bordiurą w herbie ma korzenie flamandzkie i tradycję pochodzenia od Karolingów[1]. Drugą specyficzną bordiurą, nie mającą charakteru oznaki starszeństwa jest bordiura na przemian niebieska i srebrna, oznaczająca od XVIII w. herby królewskich bastardów. Stosowana była wcześniej jako zwykła figura heraldyczna, jednak od XVIII herby z nią zmieniły bordiurę na podwójną szachownicę w tych samych barwach, dla uniknięcia pomyłek z rodzinami z nieprawego łoża. przykład – herb markizów Bute

- Poza tarczą herbową w herbach szkockich zwracają często uwagę dwie wstęgi z napisami. Jedna, zwykle półokrągłe ułożona powyżej klejnotu, to zwykle zawołanie bojowe. Poniżej tarczy jest wstęga z dewizą rodu. przykład – herb księcia Argyll

### Przykłady

Herb Stewartów, markizów Bute
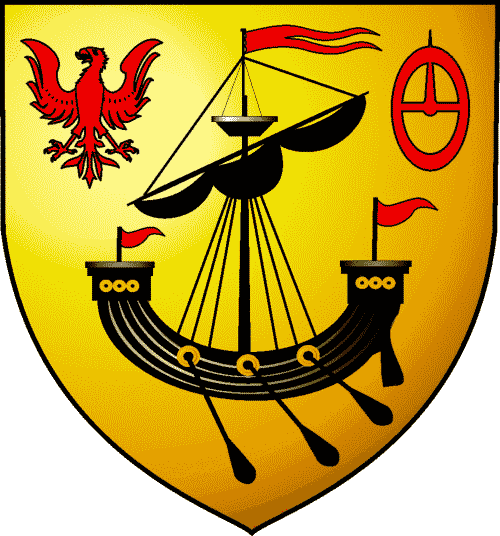
Herb MacIaina of Ardnamorchan
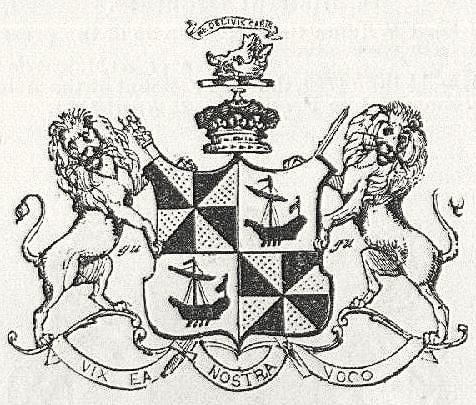
Herb księcia Argyll
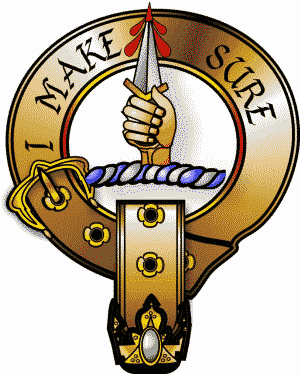
Godło klanu Kirkpatrick

## Oznaki starszeństwa
Oznaki starszeństwa są oparte głównie na systemie bordiur. Do herbu bez odmian ma prawo tylko aktualny właściciel, jego najstarszy syn używa herbu ojcowskiego z nałożonym kołnierzem turniejowym, podobnie jak w heraldyce angielskiej (zob. herb księcia Walii). Kolejni synowie używają herbów z bordiurą wzdłuż krawędzi 2. syn – złotą, 3. – srebrną, 4. – czerwoną, 5. – błękitną, 6. – czarną. W przypadku gdy kolor pola tarczy jest taki sam jak kolor bordiury, stosuje się bordiurę w szachownicę, dodając drugą, kontrastową tynkturę.
Kolejne generacje, wychodząc od herbu swego bezpośredniego przodka, wprowadzają kolejne zmiany, np. przez stosowanie bordiur dwudzielnych w słup, bordiur o ząbkowanej lub falistej krawędzi. W przypadku gdy dwa lub więcej herbów w różnych gałęziach rodu musiałoby być podobne, stosuje się zaczerpnięte z angielskiej heraldyki małe symbole heraldyczne, tzw. oznaki starszeństwa (ang. Marks of cadency).
Zasady wprowadzania zmian w herbie głowy rodu przedstawia poniższy schemat, w formie fikcyjnego drzewa genealogicznego z pięcioma generacjami. Odmiany zaczynają się w drugiej generacji, w sposób wyżej opisany. Herb najstarszego syna, spodziewanego spadkobiercy przedstawiony jest z czarnym kołnierzem turniejowym. Herb córki (bez rozróżnienia starszeństwa) jest herbem ojca, umieszczonym na romboidalnej, kobiecej, tarczy. Ostatni w rzędzie jest herb syna z nieprawego łoża, opatrzony dwukolorową, srebrno-błękitną bordiurą.
Kolejne generacje wprowadzają zmiany w herbach poprzedników. Potomkowie najstarszego syna przez kilka pokoleń używają herbu bez bordiury, wprowadzając drobne zmiany w godle, lub głównej figurze herbu. Na przykładzie są to różnego rodzaju faliste linie brzegu figury. Aby opóźnić wprowadzenie bordiur w herbach linii najstarszej, stosowane są oznaki starszeństwa, lecz bez trzymania się ściśle reguł, które mają one w angielskiej heraldyce.
Schemat przedstawia także rozwój herbu drugiego syna i jego potomków. Tu zachodzą kolejne zmiany w początkowej prostej złotej bordiurze, z wprowadzaniem linii falistych i dodatkowego koloru.
Herb bastarda w kolejnych, legalnych, pokoleniach jest już traktowany jak każdy inny herb, podlegający takim samym zmianom.
Jeżeli heroldia nie jest w stanie określić dokładnego pokrewieństwa osoby rejestrującej herb z herbowym przodkiem, wprowadza zmiany niekonwencjonalne, zachowujące ogólne podobieństwo do herbu starszego, ale też wyraźnie od niego odróżniające. Taki przekształcony herb traktowany jest jak nowy i system bordiur zaczyna się od niego.

Oznaki starszeństwa w heraldyce szkockiej – schemat

## Hełm heraldyczny
W Szkocji określonej randze szlachectwa przysługuje odpowiedni hełm heraldyczny
- Suweren – złoty hełm z zamkniętą zasłoną z prętów.
- Par Szkocji – srebrny hełm ze złotymi detalami i złotymi prętami zwykle pięcioma) zamkniętej zasłony.
- Baronet i rycerz – stalowy, otwarty hełm ze złotymi detalami, niekiedy stosowany też hełm turniejowy ze złotymi detalami
- Feudalny Baron, bez parostwa – stalowy hełm turniejowy ze złotymi detalami, czasem stalowy hełm z zasłoną o 1. do 3 prętów.
- Esquire – stalowy hełm garnczkowy ze złotymi detalami, lub hełm z zamkniętą zasłoną.
- Gentleman – stalowy hełm garnczkowy bez ozdób, lub hełm z zamkniętą zasłoną.

Zdarzają się odstępstwa od tych zasad, np. w przypadku historycznej stylizacji wizerunku herbu, przy czym zauważyć można tendencję do stosowania w herbach hełmu niższej rangi niż rzeczywiście przysługująca.
Hełmy, zazwyczaj w typie hełmu gentlemana lub esquire’a występują także w szkockiej heraldyce miejskiej, oraz w heraldyce korporacyjnej. Obecnie zauważana jest tendencja zastępowania hełmów w herbach miejskich coroną muralis, na wzór herbów kontynentalnych.

## Labry

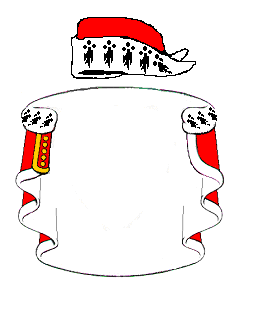
Płaszcz i czapka szkockiego feudalnego barona

Herby szlachty nieutytułowanej mają labry (i jeśli występuje, zawój) tradycyjnie o barwach pola tarczy i głównego godła lub figury, przy czym metal zawsze jest podbiciem.
Parowie mają prawo stosować labry czerwone, podbite gronostajem, suweren złote z tym samym podbiciem, co jest zredukowaną formą płaszcza heraldycznego.
Posiadacze feudalnych baronii, także nie będący parami, mają prawo otaczać herb płaszczem heraldycznym, podobnym do stosowanych na kontynencie, czerwonym z gronostajowym podbiciem, jest to jednak rzadko stosowane.

## Korony rangowe
Korony rangowe w heraldyce szkockiej są takie jak w całym Zjednoczonym Królestwie. Wyjątkowo wodzowie klanów i wielkich rodów mają prawo używać specjalnej korony, o czterech fleuronach (widoczny jeden i dwa z boku) lub tzw. korony antycznej, o 4–5 trójkątnych ozdobach. Posiadacze feudalnych baronii (Barony by Tenure) nie będących parostwami używają nad tarczą czerwonych czapek z obszyciem gronostajowym, podobnych do dawnego wzoru czapek księcia w Anglii.
W heraldyce miejskiej tradycyjnie nie były używane korony, ani rangowe, ani corona muralis. Współcześnie coraz więcej miast (m.in. Glasgow) wprowadza do swoich herbów koronę murową.

## Trzymacze herbowe
W heraldyce szkockiej prawo używania trzymaczy podlega podobnym ograniczeniom jak w angielskiej. Mogą być stosowane w herbach korporacyjnych i herbach większych miast. Herby osobiste z trzymaczami przysługują parom Szkocji, właścicielom feudalnych baronii utworzonych przed XVI w., kawalerom wielkich krzyży orderów oraz wodzom klanów i naczelnikom głównych gałęzi niektórych większych klanów. Personalne przyznanie prawa do tego dodatku heraldycznego musi uzyskać każdorazowo akceptację Lorda Lyona.

## Ordery i insygnia
Ordery herbowe i insygnia urzędów, dodawane są do herbów szkockich wg zwykłych zasad heraldyki, podobnie jak w całym Zjednoczonym Królestwie. Najwyższy szkocki order, Order Ostu, przedstawiany jest zawsze w postaci łańcucha otaczającej tarczę. Insygnia najwyższych urzędów koronnych przedstawiane są za pomocą symboli podobnych jak w Anglii czy Francji, np. herb Konetabla Szkocji wyróżniają dłonie trzymające nagie miecze w słup, wyłaniające się zza tarczy, u jej podstawy.

## Dewizy i zawołania bojowe
Dewizy herbowe w heraldyce szkockie umieszcza się tradycyjnie, zazwyczaj na wstęgach poniżej tarczy lub postumentu. Dodatko w wielu herbach, szczególnie członków klanów i rodow o korzeniach rycerskich, umieszczane są zawołania bojowe, umieszczane zawsze powyżej klejnotu.

## Godła klanów

Godło klanu Maclachlan

Charakterystyczne dla szkockiej heraldyki są godła klanowe (ang. clan badges, crest badges) przedstawiające zwykle klejnot herbu wodza, zakomponowany w okręgu, używane głównie jako spinka pledu i ozdoba nakrycia głowy. Naczelnik klanu i herbowi członkowie stosują klejnot w otoczony okręgiem na którym umieszczona jest rodowa dewiza, rzadziej zawołanie bojowe. Nie posiadający herbu członkowie klanów szkockich mogą używać takiego godła otoczonego pasem rycerskim. Jeżeli klan nie ma oficjalnie uznanego wodza, klejnot w tej odznace bywa zaczerpnięty z herbów dawnych wodzów lub innych prominentnych i herbowych członków klanu. Pas rycerski lub okrąg powinien być przedstawiany w barwie metalicznej, zazwyczaj srebrnej. Absolutnie niedopuszczalne jest nadawanie mu barw upodabniających do podwiązki w Orderze Podwiązki.
Jest to użyczenie części herbu wodza, współklanowcom dla niektórych celów, np. noszenia przy narodowym stroju jako spinka pledu, przy nakryciu głowy lub w klapie garnituru. Nadużyciem jest natomiast stosowanie tego godła jak własnego znaku, np. ozdabiając nim wizytówki czy zastawę stołową; do takiego użycia godła ma prawo jedynie głowa klanu. Hierarchię klanową odzwierciedlają umieszczone za godłem pióra orle, zwykle rzeźbione w metalu, niekiedy naturalne – wódz klanu ma prawo do trzech piór, wodzowie gałęzi (chieftains) do dwóch, a herbowi członkowie klanu do jednego.

## Tartany
Tartan – tkanina w charakterystyczną szkocką kratę, o ściśle określonym wzorze, choć nie jest bezpośrednio związana z tradycyjnym pojęciem heraldyki, w Szkocji podlega kontroli urzędu Lorda Lyona. Własne tartany, czasem kilka wzorów na różne okazje (codzienne, myśliwskie, bojowe) ma większość klanów, wiele rodów i rodzin, a także pułki, organizacje i stowarzyszenia. Są też tartany terytorialne identyfikujące mieszkańców danego obszaru.

## Literatura
- Sir Thomas Innes of Learney: Scots heraldry, Johnston & Bacon, Edinburgh 1978, ISBN 0-7179-4228-7.
- R.W.Munro: L’Ecosse des clans et de tartans, Les éditions La Boétie, Paris 1978
- Alex Maxwell Findlater:Some Distinctive Characteristics of Scots Arms
- Matthew Newsome:Scottish heraldry. albanach.org. [zarchiwizowane z tego adresu (2016-03-04)].
- J.H. Stevenson: Heraldry in Scotland, Glasgow, 1914